# Vyvolení dvanácti apoštolů

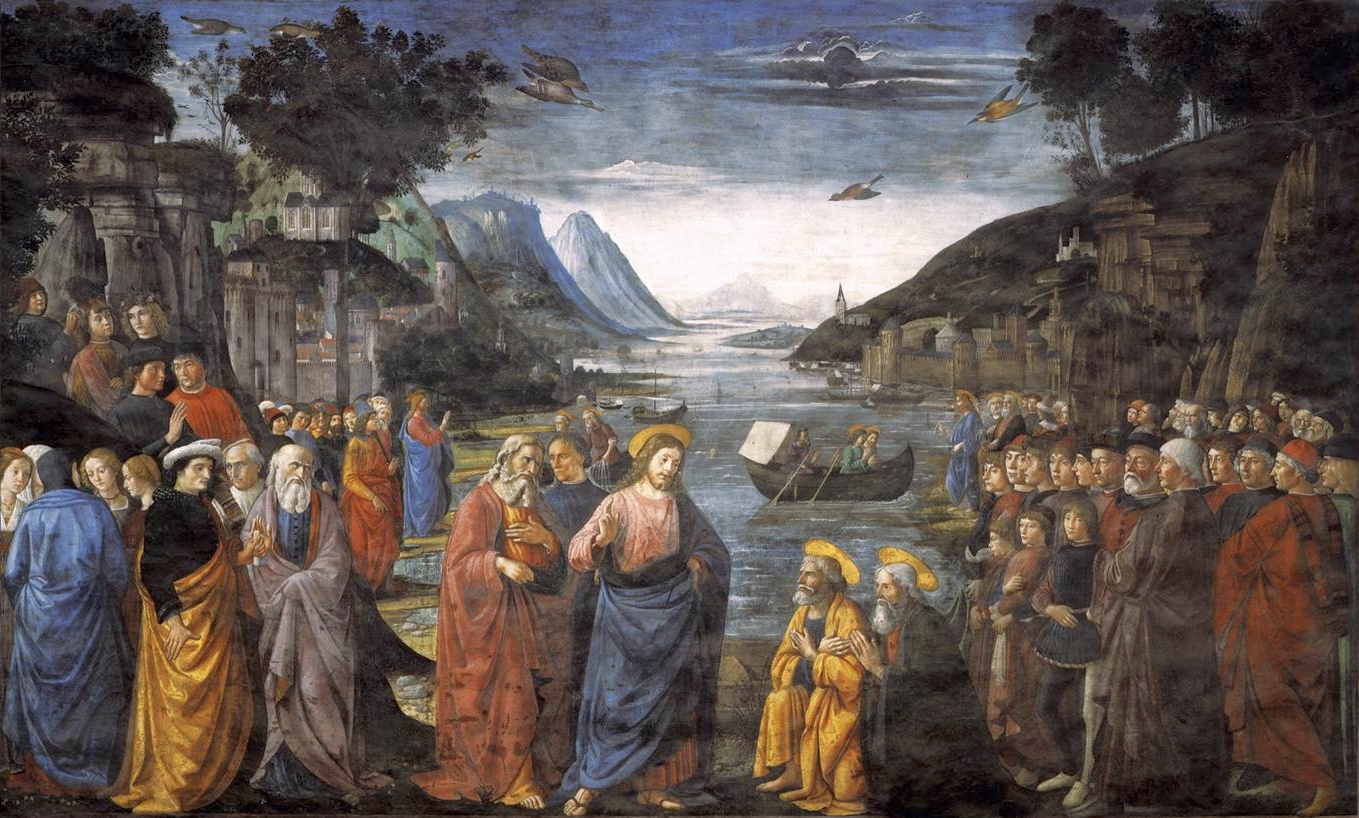
Povolání apoštolů, freska v Sixtinské kapli, Domenico Ghirlandaio, 1481-1482

Vyvolení (pověření) dvanácti apoštolů je epizoda z Ježíšova působení, která se objevuje ve všech třech synoptických evangeliích: Matouš – Mt 10, 1–4 (Kral, ČEP); Marek – Mk 3, 13–19 (Kral, ČEP) a Lukáš – Lk 6, 12–16 (Kral, ČEP). Vypráví o prvním výběru dvanácti apoštolů mezi Ježíšovými učedníky.

## Biblická vyprávění
Podle Lukáše: 
V těch dnech vyšel na horu k modlitbě; a celou noc se tam modlil k Bohu. Když nastal den, zavolal k sobě své učedníky a vyvolil z nich dvanáct, které také nazval apoštoly: Šimona, kterému dal jméno Petr, jeho bratra Ondřeje, Jakuba, Jana, Filipa, Bartoloměje, Matouše, Tomáše, Jakuba Alfeova, Šimona zvaného Zélóta, Judu Jakubova a Jidáše Iškariotského, který se pak stal zrádcem. 
Podle Matouše: 
Zavolal svých dvanáct učedníků a dal jim moc nad nečistými duchy, aby je vymítali a uzdravovali každou nemoc a každou chorobu. Jména těch dvanácti apoštolů jsou: první Šimon, zvaný Petr, jeho bratr Ondřej, Jakub Zebedeův, jeho bratr Jan, Filip, Bartoloměj, Tomáš, celník Matouš, Jakub Alfeův, Tadeáš, Šimon Kananejský a Iškariotský Jidáš, který ho pak zradil.
Podle Marka: 
Vystoupil na horu a zavolal k sobě ty, které si vyvolil; i přišli k němu. Ustanovil jich dvanáct, aby byli s ním, aby je posílal kázat a aby měli moc vymítat zlé duchy. Ustanovil těchto dvanáct: Petra – toto jméno dal Šimonovi –  Jakuba Zebedeova a jeho bratra Jana, jimž dal jméno Boanerges, což znamená ‚synové hromu‘, Ondřeje, Filipa, Bartoloměje, Matouše, Tomáše, Jakuba Alfeova, Tadeáše, Šimona Kananejského a Iškariotského Jidáše, který ho pak zradil.
V Matoušově evangeliu se tato epizoda odehrává krátce před zázrakem uzdravení člověka s ochrnutou rukou. V Markově a Lukášově evangeliu se objevuje krátce po tomto zázraku.
Toto vyvolení apoštolů se odehrává před Ježíšovým ukřižováním, zatímco Velké poslání v Matoušovi – Mt 28, 16–20 (Kral, ČEP) se odehrává po jeho vzkříšení. 

## Komentář
Německý teolog Friedrich Justus Knecht († 1921) se zamýšlí nad otázkou, „proč si náš Pán Ježíš Kristus vybral pro tento ohromný úřad dvanáct nevzdělaných mužů, kteří měli nízké životní postavení a v očích světa byli bezvýznamní?“. Odpovídá: „bylo to proto, aby celému světu ukázal, že udržování a šíření církve a jejího učení není zásluhou lidské moudrosti a učenosti, ale výhradně jeho milosti a ochrany. ,Ale co je světu bláznovstvím, to vyvolil Bůh, aby zahanbil moudré, a co je slabé, vyvolil Bůh, aby zahanbil silné; neurozené v očích světa a opovržené Bůh vyvolil, ano, vyvolil to, co není, aby to, co jest, obrátil v nic – aby se tak žádný člověk nemohl vychloubat před Bohem.ʻ – viz 1Kor 1, 27–29 (Kral, ČEP).“
Svatý Jeroným komentuje tuto pasáž slovy: „Laskavý a milosrdný Pán a Mistr nezávidí svým služebníkům a učedníkům podíl na své moci. Jako sám vyléčil každou nemoc a chorobu, předal stejnou moc svým apoštolům. Je však velký rozdíl mezi mít a předávat, mezi dávat a přijímat. Cokoli dělá, dělá s mocí mistra, cokoli dělají oni, dělají s vyznáním vlastní slabosti, když říkají: Ve jménu Ježíše vstaň a choď – Sk 3, 6 (Kral, ČEP). Je uveden výčet jmen apoštolů, aby mohli být vyloučeni všichni falešní apoštolové. Jména dvanácti apoštolů jsou tato: Nejprve Šimon, který se jmenuje Petr, a jeho bratr Ondřej. Uspořádat je podle jejich zásluh náleží jen jemu, který zkoumá tajemství všech srdcí. Na prvním místě je však Šimon, který má příjmení Petr, jež mu bylo dáno, aby se odlišil od druhého Šimona s příjmením Chananæus, pocházejícího z vesnice Chana v Galileji, kde Pán proměnil vodu ve víno.“